# Grande Lago (Gestrícia)
Grande Lago (em sueco: Storsjön;  PRONÚNCIA) é um lago da Suécia, localizado na província histórica de Gästrikland. Tem uma área de 75 km2.  A cidade de Sandviken está situada na margem norte deste lago.